# 솔레노돈
솔레노돈(solenodon)은 솔레노돈과 동물의 총칭이다. 쿠바에 서식하는 노란색의 쿠바솔레노돈(Solenodon cubanus)과 아이티에 서식하는 갈색의 히스파니올라갈색솔레노돈(Solenodon paradoxus)이 있다.
몸길이 60cm, 몸무게 1kg 정도의 희귀한 동물로 꼬리는 뻣뻣하고 비늘이 있으며, 길이는 25cm이다. 코는 길고 뾰족하며, 털은 짧고 거칠다. 침(타액)은 독성이 있다. 삼림지역에서 살며, 낮에는 속이 빈 나무 줄기에서 쉬고, 밤이면 먹이를 찾아 나선다. 먹이인 곤충을 긴 발톱으로 긁어 모은다.

## 하위 종
- † Solenodon arredondoi
- 쿠바솔레노돈 (Solenodon cubanus)
- † Solenodon marcanoi
- 히스파니올라솔레노돈 (Solenodon paradoxus)

## 계통 분류
다음은 진무맹장류의 계통 분류이다.

|  | † Nesophontidae |
|  |                 |
|  | 솔레노돈과      |
|  |                 |

|  | 두더지과                                              |
|  |                                                       |
|  | \| \| 땃쥐과 \| \| \| \| \| \| 고슴도치과 \| \| \| \| |
|  |                                                       |
|  | 땃쥐과                                                |
|  |                                                       |
|  | 고슴도치과                                            |
|  |                                                       |

|  | 땃쥐과     |
|  |            |
|  | 고슴도치과 |
|  |            |

|  | † Nesophontidae |
|  |                 |
|  | 솔레노돈과      |
|  |                 |

|  | 두더지과                                              |
|  |                                                       |
|  | \| \| 땃쥐과 \| \| \| \| \| \| 고슴도치과 \| \| \| \| |
|  |                                                       |
|  | 땃쥐과                                                |
|  |                                                       |
|  | 고슴도치과                                            |
|  |                                                       |

|  | 땃쥐과     |
|  |            |
|  | 고슴도치과 |
|  |            |